# Paul Bairoch
Paul Bairoch (Anversa, 24 luglio 1930 – Ginevra, 12 febbraio 1999) è stato uno storico ed economista belga con cittadinanza svizzera, considerato uno dei maggiori esponenti di storia economica del secondo dopoguerra.

## Biografia
Paul Bairoch, figlio di Chaim Nachum e Laja Wajnrarich, nacque ad Anversa in Belgio il 24 luglio 1930 e morì a Ginevra, come cittadino svizzero, il 12 febbraio 1999.
Negli anni '20 la sua famiglia di origine ebraica emigrò dalla Polonia al Belgio per poi andare in esilio nel piccolo villaggio di Gers, in Francia, durante la seconda guerra mondiale.
Dopo la guerra Bairoch si trasferì a Bruxelles, trascorse un breve periodo in Israele e, una volta tornato in Belgio cominciò il suo percorso formativo.
Dal 1956, si dedicò agli studi storici ed economici partecipando a seminari di storia economica presso l'École Pratique des Hautes Études di Parigi e svolgendo ricerche presso il Budget and Research Department dell’American Joint Distribution Committee di Ginevra.
Fu ricercatore dal 1959 al 1966 all’Istituto di Sociologia dell’Université libre de Bruxelles, dove nel 1963 conseguì il dottorato e nel 1966 venne nominato professore associato.
Dal 1967 al 1969 fu consulente economico dell'Accordo Generale sulle Tariffe e il Commercio (GATT), a Ginevra.
Venne nominato professore al Dipartimento di Economia della Sir George Williams University a Montréal dal 1969 al 1971, su raccomandazione di Fernand Braudel, e direttore degli studi all'École Pratique des Hautes Études dal 1971 al 1972.
Dal 1972 rivestì la carica di professore di storia economica presso l'Università di Ginevra, fino al suo pensionamento nel 1995.
Fu, inoltre, visiting professor ad Harvard e al Collège de France, consulente presso l’ILO, direttore, dal 1985, di progetti di ricerca sull'economia mondiale presso il Centro di Storia Economica Internazionale di Ginevra e divenne Doctor Honoris Causa presso il Politecnico Federale di Zurigo nel 1983.
Lavorando tutta la vita su tre temi principali a lui cari, Paul Bairoch viene descritto da Elise S. Brezis come una persona capace di combinare nella sua personalità il meglio della curiosità aperta e dell'intelligenza potente con il calore, l'umanità e la disarmante bontà verso tutti quelli che lo conoscevano.

## Pubblicazioni
Il sito della WorldCat Identities riporta che Paul Bairoch scrisse, rivestendo il ruolo di autore, redattore, direttore e direttore editoriale, 211 opere tra cui molti documenti e atti storico-economici, con 1.004 pubblicazioni, in 8 lingue.
La maggiore quantità di scritti venne composta e pubblicata, con frequenza intensa e costante, nell'arco di tempo compreso tra il 1962 e la sua morte; numerose opere furono pubblicate postume.
La semplice, scorrevole e intuitiva prosa di Bairoch rese spesso i suoi scritti accessibili ad economisti, storici, politologi e studiosi di scienze sociali di ogni fascia, garantendogli un ampio pubblico.

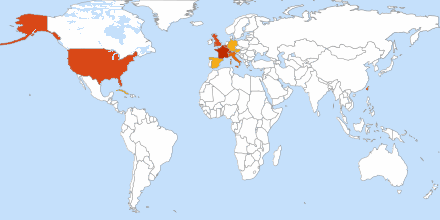
Aree di pubblicazione e diffusione delle opere di Paul Bairoch:*Rosso, aree con maggior diffusione e pubblicazione*Giallo, aree con minor diffusione e pubblicazione*Bianco, aree in cui non vengono pubblicate

### Dati di pubblicazione per opera
Dati di pubblicazione relativi ad alcune delle più famose opere di Paul Bairoch:
- Cities and economic development: from the dawn of history to the present, con 52 edizioni pubblicate tra il 1985 e il 2010 in 5 lingue;
- The economic development of the Third World since 1900, con 43 edizioni pubblicate tra il 1975 e il 2013 in inglese;
- Economics and world history : myths and paradoxes, con 30 edizioni pubblicate tra il 1993 e il 1999 in inglese;
- Révolution industrielle et sous-développement, con 100 edizioni pubblicate tra il 1963 e il 2017 in 5 lingue;
- Disparities in economic development since the industrial revolution, con 26 edizioni pubblicate tra il 1971 e il 1985 in inglese;
- Diagnostic de l'évolution économique du Tiers-monde, 1900-1966, con 52 edizioni pubblicate tra il 1996 e il 1970 in 4 lingue;
- Urban unemployment in developing countries; the nature of the problem and proposals for its solution, con 29 edizioni pubblicate tra il 1973 e il 1976 in 3 lingue;
- Commerce extérieur et développement économique de l'Europe au XIXe siècle, con 20 edizioni pubblicate nel 1976 in francese;
- Mythes et paradoxes de l'histoire économique, con 17 edizioni pubblicate tra il 1994 e il 2012 in francese;
- Le tiers-monde dans l'impasse: le démarrage économique du XVIIIe au XXe siècle, con 36 edizioni pubblicate tra il 1971 e il 2000 in francese;
- Victoires et déboires: histoire économique et sociale du monde du XVIe siècle à nos jours, con 19 edizioni pubblicate tra il 1997 e il 2002 in francese e italiano;
- Taille des villes, conditions de vie et développement économique, con 8 edizioni pubblicate nel 1977 in francese;
- Structure par produits des exportations du Tiers-monde: 1830-1937, con 6 edizioni pubblicate ne 1985 in 3 lingue;
- Lo sviluppo bloccato: l'economia del Terzo Mondo tra il XIX e il XX secolo, con 35 edizioni pubblicate tra il 1971 e il 2011 in 6 lingue;
- La Suisse dans l'économie mondiale, con 29 edizioni pubblicate nel 1990 in 6 lingue;
- L'agriculture des pays développés: 1800 à nos jours: production, productivité, rendements, con 8 edizioni pubblicate nel 1999 in francese.

### Editori
I principali editori di Paul Bairoch, che diffusero le sue opere in Francia, Svizzera, Regno Unito, Stati Uniti, Belgio, Italia, Taiwan (provincia della Cina), Austria, Kiribati, Spagna, Germania e Cuba furono:
- Gallimard;
- Droz;
- Gauthier-Villars;
- Mouton, École des Hautes Études en sciences sociales;
- Mouton;
- University of Chicago Press;
- Université libre de Bruxelles, Institut de sociologie, Centre d'économie politique;
- Société d'édition d'enseignement supérieur;
- International Labour Office;
- Droz [diffusion Champion];
- Libr. Droz;
- Bureau international du Travail.

## Opere

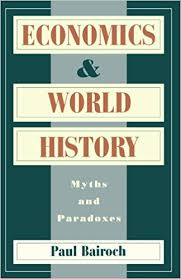
Economics & world history, Paul Bairoch

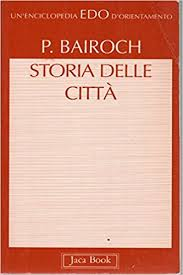
Storia delle città, Paul Bairoch

Il sito IdRef, Identifiants et Référentiels pour l'enseignement supérieur et la recherche, riporta l'elenco delle opere a cui Paul Bairoch partecipò nei diversi ruoli.

### Opere principali di storia economica
- Révolution industrielle et sous-développement, S.E.D.E.S., 1963
- Le tiers-monde dans l'impasse: le démarrage économique du XVIIIe au XXe siècle, Parigi: Gallimard, 1971;
- De Jéricho à Mexico. Villes et économie dans l’histoire, Gallimard, 1985;
- Economics and World History: Myths and Paradoxes, University of Chicago Press, 1993;
- Victoires et déboires I: histoire économique et sociale du monde du XVIe siècle à nos jours, Parigi: Gallimard, 1997;
- Victoires et déboires II: histoire économique et sociale du monde du XVIe siècle à nos jours, Parigi: Gallimard, 1997;
- Victoires et déboires III: histoire économique et sociale du monde du XV Ie siècle à nos jours, Paris: Gallimard, 1997;
- Mythes et paradoxes de l'histoire économique, Parigi: Éd. la Découverte, 1994.

### Altre opere
- Le mythe de la croissance économique rapide au XIXe siècle, Bruxelles: Université libre, Institut de sociologie, 1962;
- Le processus de l'amorce de la croissance économique, 1962-1963;
- L’économie belge et internationale: tableaux synoptiques, Bruxelles: Université libre de Bruxelles, Institut de sociologie, Centre d'économie politique, 1966;
- La Concentration de l'industrie sidérurgique dans le Marché Commun, Bruxelles: Éditions de l'Institut de Sociologie, Université Libre de Bruxelles, 1966;
- Diagnostic de l'évolution économique du Tiers-Monde 1900-1968, Parigi: Gauthier-Villars, 1967;
- Revolución industrial y subdesarrollo, La Habana: Inst. del Lsbro, 1969;
- Le chômage urbain dans les pays en voie de développement: présentation générale du problème et éléments d'une solution, Ginevra: Bureau international du travail, 1972;
- Urban unemployment in developing countries: the nature of the problem and proposals for its solution, Ginevra: International Labour Office, 1973;
- Programme de recherche sur l'Urbanisation et l’Emploi, Ginevra: Internat. Labour Office, 1976;
- Commerce extérieur et développement économique de l'Europe au XIXe siècle, Paris: Mouton, 1976;
- Taille des villes, conditions de vie et développement économique, Parigi: Éditions de l'École des hautes études en sciences sociales, 1977;
- Au pays de l'histoire et des sciences humaines: études publiées à l'occasion de son 60e anniversaire, con Ruggero Romano, J. F. Bergier, L. Lovera, P. Bairoch, L. Perini, Ginevra: Droz, 1983;
- Structure par produits des exportations du Tiers-monde, con Bouda Etemad, Ginevra: Droz, 1985;
- Cities and economic development: from the dawn of history of the present, Chicago: University of Chicago Press, 1988;
- La population des villes européennes: banque de données et analyse sommaire des résultats, 800-1850, Ginevra: Droz, 1988;
- Révolution de 1789: guerres et croissance économique, Parigi: Presses de la Fondation nationale des sciences politiques, 1989;
- Autour de l'histoire sociale du temps, Zurigo: Chronos Verlag, 1997;
- Disparities in economic development since the industrial revolution, con Maurice Levy-Leboyer Eds, Londra: the Macmillan Press, 1998;
- L’agriculture des pays développés: 1800 à nos jours: production-productivité-rendements, Parigi: Economica, 1999;

### Articoli
- Niveaux de développement économique de 1810 à 1910. In: Annales. Économies, Sociétés, Civilisations, 20º anno, n° 6, 1965;
- Nouvelles conditions internationales de la croissance. In: Annales. Économies, Sociétés, Civilisations, 21º anno, n° 5, 1966;
- La structure de la population active du Tiers Monde, 1900-1970. In: Tiers-Monde, volume 10, n°38, 1969;
- Commerce extérieur et développement économique: quelques enseignements de l'expérience libre-échangiste de la France au XIXe siècle. In: Revue économique, volume 21, n°1, 1970;
- Structure de la population active mondiale de 1700 à 1970. In: Annales. Économies, Sociétés, Civilisations, 26º anno, n° 5, 1971;
- Les écarts des niveaux de développement économique entre pays développés et pays sous-développés de 1770 à 2000. In: Tiers-Monde, volume 12, n°47, 1971;
- Commerce international et genèse de la révolution industrielle anglaise. In: Annales. Économies, Sociétés, Civilisations, 28º anno, n° 2, 1973;
- Naissance et croissance de la Suisse industrielle. In: Annales. Économies, Sociétés, Civilisations, 32º anno, n° 6, 1977;
- Estimations du revenu national dans les sociétés occidentales pré-industrielles et au XIXe siècle: propositions d'approches indirectes. In: Revue économique, volume 28, n°2, 1977;
- Écarts internationaux des niveaux de vie avant la Révolution industrielle. In: Annales. Économies, Sociétés, Civilisations, 34º anno, n° 1, 1979;
- Le volume des productions et du produit national dans le Tiers Monde, 1900-1977. In: Tiers-Monde, volume 20, n°80, 1979;
- Tendances et caractéristiques de l'urbanisation du Tiers Monde d'avant-hier et après-demain (1900-2025). In: Tiers-Monde, volume 24, n°94, 1983. Sotto la direzione di Philippe Bourcier de Carbon;
- Les mesures de conversion des énergies primaires. Historique des unités et présentation des coefficients. In: Histoire & Mesure, volume 1, n°3-4, 1986;
- La littérature périodique d'histoire économique contemporaine. In: Annales. Économies, Sociétés, Civilisations, 42º anno, n° 2, 1987;
- Empire colonial et capitalisme français. Histoire d'un divorce. In: Annales. Économies, Sociétés, Civilisations, 43º anno, n° 1, 1988;
- Dix-huit décennies de développement agricole français dans une perspective internationale. In: Économie rurale, n°184-186, 1988. Un siècle d'histoire française agricole, sous la direction de Philippe Chalmin et André Gueslin;
- L’économie française dans le contexte européen à la fin du XVIIIe siècle. In: Revue économique, volume 40, n°6, 1989;
- Les trois révolutions agricoles du monde développé: rendements et productivité de 1800 à 1985. In: Annales. Économies, Sociétés, Civilisations, 44ᵉ anno, n° 2, 1989;
- La productivité agricole dans le monde depuis la révolution néolithique: ruptures et stagnations. In: Économie rurale, n°200, 1990.
- Du Tiers-Monde aux Tiers-Mondes. Convergences et clivages. In: Population, 47º anno, n°6, 1992.

### Collaborazioni
- La formation des prix des fruits, légumes et produits laitiers, con la collaborazione di Luc Kho, Guy Van Den Abeele, Bruxelles: Université libre, Institut de sociologie, 1964;
- La population active et sa structure, T. Deldycke, H. Gelders, J.-M. Limbor ,G. Lefevere, G. Thorn, G. Vandenabeele, sotto la direzione di Paul Bairoch, 1968;
- Le Tiers monde en l'an 2000, presénté par Pierre Massé, con la collaborazione di M. Ikonicoff, B. Kayser, G. Destanne, Parigi: Presses universitaires de France, 1971;
- Disparities in economic development since the industrial revolution, pubblicato da Paul Bairoch e Maurice Lévy-Leboyer, 1981;
- Demain le Tiers-monde: population et développement, con la collaborazione di Jacques Austruy, Jacques Brenez, Michel Cartier, Parigi: Presses universitaires de France, 1983;
- Des Économies traditionnelles aux sociétés industrielles, quatrième rencontre franco-suisse d'histoire économique et sociale, pubblicato da P. Bairoch, M. Piuz, 1985;
- La disgregazione dell'Ancien Régime, contributi di Raffaele Ajello, Paolo Alatri, 1987;
- La Suisse dans l'économie mondiale, pubblicato da Paul Bairoch e Martin Körner, 1990;
- Liber amicorum: Henri Vander Eycken con Henri Vander Eycken, Brussels : VUB Press, 1991.
- Production mondiale d'énergie: 1800-1985, Bouda Etemad et Jean Luciani, sotto la direzione di Paul Bairoch e Jean-Claude Toutain, 1991;
- Storia d'Europa, Volume primo, L'Europa oggi, a cura di Perry Anderson, Maurice Aymard, Paul Bairoch, Walter Barberis, 1993;
- Storia d'Europa, Volume quinto, L'età contemporanea: secoli XIX-XX, progetto e direzione dell'opera di Perry Anderson, a cura di Paul Bairoch e Eric J. Hobsbawm, 1996;
- Disparities in economic development since the industrial revolution, con Maurice Levy-Leboyer Eds, Londra: the Macmillan Press, 1998.

### Opere a lui dedicate
- L’architettura dei testi storiografici: un’ipotesi, Jean-Claude Gardin, Maria Novella Borghetti, 1995;
- Pour une histoire économique et sociale internationale: mélanges offerts à Paul Bairoch, Bouda Etemad, Jean Batou, Thomas David, 1995.

## Il pensiero storico-economico
L’interesse storico di Paul Bairoch, specializzato in storia economica globale, storia urbana e demografia storica, fu sempre rivolto verso il campo economico. Lavorò, per tutto il suo percorso di ricerca, su tre temi principali e a lui cari: gli studi urbani, lo sviluppo economico e la crescita demografica e il commercio internazionale.

### Fenomeno urbano
Partendo dagli esordi delle civiltà umane analizzò approfonditamente in Storia delle città: dalla proto-urbanizzazione all'esplosione urbana del terzo mondo il fenomeno urbano dal periodo del neolitico fino 1900. Cercò le cause e i motivi che diedero il via alla fondazione delle prime città, alla loro crescita e ai loro cambiamenti e individuò nella storia quattro tappe diverse e dal carattere determinante per lo sviluppo:
- la proto-urbanizzazione;
- l’era della rivoluzione agricola;
- l’era della rivoluzione industriale;
- l’inflazione urbana odierna nei paesi in via di sviluppo.

Questa teoria è alla base della geografia culturale e descrive il passaggio dai primi agglomerati urbani, alle vere e proprie società urbane (sia quelle dei tempi più remoti che quelle dei tempi più vicini) la cui ascesa trova, in qualsiasi momento storico, un fattore primo nei miglioramenti delle condizioni agricole, fino ad arrivare ai più grandi odierni fatti urbani dei paesi in via di sviluppo.

### Sviluppo economico e crescita demografica
L'indagine di Bairoch, stando al suo stesso dottorato di ricerca, fu in gran parte indirizzata verso la dinamica dello sviluppo e la disuguaglianza tra paesi sviluppati e in via di sviluppo.
Con grande attenzione parlò in merito alle delicate e degradanti situazioni del Terzo Mondo in saggi come ll terzo mondo nel vicolo cieco e opere come Diagnostic de l'Evolution Economique du Tiers-Monde.
Diagnosticò le cause incidenti sul mancato sviluppo di questi paesi ed esaminò le differenze di crescita urbana che questi registrano rispetto ai paesi già sviluppati, partendo da dati quantitativi distinti e statistiche comparative.
Cercò di trovare i motivi reali per cui il legame tra crescita urbana e sviluppo, che in passato aveva accompagnato i paesi già considerati sviluppati nella loro evoluzione, sembrava non godere più di alcuna validità nei confronti dei paesi in via sviluppo.
Nel suo ultimo libro, Victoires et Déboires, esegue una sintesi della storia economica e sociale del mondo, cercando di spiegare la preminenza dell'Occidente e le battute d'arresto subite dal Terzo Mondo.
Riguardo alle dinamiche di sviluppo dell'Occidente, Bairoch attribuisce una necessaria importanza alla rivoluzione agricola, alle istituzioni e al progresso tecnologico nel XIX e XX secolo.
Attraverso un confronto tra l'attuale progresso economico dei paesi del Terzo Mondo e quello dei paesi sviluppati ai tempi dei loro decollo conclude etichettando l'assenza di una rivoluzione agricola e l'incapacità di ridurre i tassi di fertilità come tra i fatti più vincolanti per il Terzo Mondo, responsabili di arretratezza, sottosviluppo e disuguaglianze.

### Commercio internazionale
Tra i libri più diffusi di Paul Bairoch si colloca Economics and world history: myths and paradoxes per il suo carattere innovativo.
Qui l’autore si schiera contro miti e credenze convenzionali che da sempre sopravvivevano nella base dell’economia, tra cui la concezione del libero scambio come fattore di crescita demografica ed economica e la teoria per cui le potenze coloniali si sarebbero arricchite, tra il XIX e XX secolo, attraverso lo sfruttamento del Terzo Mondo.
A partire da conoscenze sufficienti e giuste osservazioni, Bairoch riesamina i fatti dimostrando come spesso la crescita economica delle potenze fosse legata a periodi di politiche altamente protezionistiche e come, al contrario di quanto finora sostenuto, la colonizzazione e lo sfruttamento della materie prime dei paesi colonizzati in via di sviluppo non fosse causa di miglioramento delle condizioni economiche e di ricchezza dei paesi sviluppati.
Solamente interpretazioni fuorvianti della storia degli Stati Uniti, dell'Europa e del Terzo Mondo avrebbero potuto fare giungere, secondo Paul Bairoch, a diverse conclusioni.